# Stefan Grajek (kardiolog)
Stefan Lucjan Grajek (ur. 7 stycznia 1947) – polski kardiolog, profesor nauk medycznych; profesor zwyczajny i kierownik w I Katedrze i Klinice Kardiologii Wydziału Lekarskiego II Uniwersytetu Medycznego w Poznaniu (Szpital Przemienienia Pańskiego). 

## Życiorys
Dyplom lekarski uzyskał na Akademii Medycznej w Poznaniu (obecnie Uniwersytet Medyczny) w 1970 i na tej uczelni zdobywał kolejne stopnie naukowe i awanse akademickie. Doktoryzował się w 1979, a rok później uzyskał specjalizację pierwszego stopnia z chorób wewnętrznych.
Habilitował się w 1991 na podstawie oceny dorobku naukowego i rozprawy pt. Badania nad strukturą mięśnia sercowego w różnych formach jego przerostu. Tytuł naukowy profesora nauk medycznych został mu nadany w 2003.
Na dorobek naukowy S. Grajka składa się szereg opracowań oryginalnych publikowanych m.in. w czasopismach takich jak: „American Journal of Cardiology", „Cardiology Journal”, „Postępy w Kardiologii Interwencyjnej", „European Heart Journal”, „Kardiochirurgia i Torakochirurgia Polska” oraz „Kardiologia Polska”.
Należy do Polskiego Towarzystwa Kardiologicznego oraz Polskiego Towarzystwa Nadciśnienia Tętniczego.

## Odznaczenia
- Krzyż Kawalerski Orderu Odrodzenia Polski (2015)[9]